# روشنگری (فیلم)
روشنگری (لهستانی: Iluminacja) فیلمی درام به کارگردانی کشیشتف زانوسی است که در سال ۱۹۷۳ منتشر شد. این فیلم دارای جنبه‌هایی از «زندگی‌نامه عقیدتی-فکری» زانوسی و همچنین بخش‌هایی مستند است همچون حضور فیلسوف و اخلاق‌شناس لهستانی ووادیسواف تاتارکیویچ و فیزیک‌دان لهستانی ووجیمیژ زون در فیلم است.

## گزیدهٔ بازیگران
- مونیکا جنیشویچ-اولبریخسکا
- ماوگوژاتا پریتولاک
- یوآنا ژووکوفسکا
- آگنیشکا هولاند
- ووادیسواف تاتارکیویچ (در نقش خودش)
- ووجیمیژ زون (در نقش خودش)

## جوایز
- ۱۹۷۳ - پلنگ طلایی جشنواره لوکارنو[۱]
- ۱۹۷۴ - جایزهٔ ویژه جشنواره فیلم گدنیا